# Jihyo
Park Ji-hyo (hangul: 박지효; născută Park Ji-soo, n. 1 februarie 1997, Guri, Coreea de Sud), cunoscută drept Jihyo, este o cântăreață sud-coreeană. Este lidera și vocalista formației de fete sud-coreene Twice, fondat de JYP Entertainment în 2015.
Ea și-a lansat EP-ul de debut, Zone, în august 2023, plasându-se imediat pe primul loc în Circle Album Chart, cu jumătate de milion de copii vândute în prima săptămână. Single-ul principal, „Killin' Me Good”, s-a clasat în cinci topuri digitale la nivel mondial.